# Lupon
Lupon é um município de  primeira classe de renda municipal (d) na província Davao Oriental, nas Filipinas. De acordo com o censo de 1 de maio  de  2020 possui uma população de 66 979 pessoas e 16 676 domicílios.